# Neoamblyolpium alienum
Espèce
Neoamblyolpium alienum est une espèce de pseudoscorpions de la famille des Garypinidae.

## Distribution
Cette espèce est endémique des États-Unis. Elle se rencontre au Nouveau-Mexique et au Colorado.

## Description
Le mâle décrit par  en mesure 2,05 mm et la femelle 2,2 mm, les mâles mesurent de 1,8 à 2,05 mm et les femelles de 2,15 à 2,4 mm

## Publication originale
- Hoff, 1956 : Diplosphyronid pseudoscorpions from New Mexico. American Museum Novitates, no 1780, p. 1-49 (texte intégral).